# Todo gira al revés

"Todo gira al revés" es el primer y único EP (hasta la fecha) de la banda argentina Virus. Lanzado en 2001, incluye 2 canciones inéditas, 2 demos inéditos grabados en los años 80 y el videoclip de la canción "Danza de bengalas" como track interactivo.

## Historia
Este EP de Virus es el fruto de un momento donde la banda luego de la gira presentación por todo el país y varios países de Latinoamérica del disco "9", comenzó a componer bajo la consigna "Anti-Virus", donde simplemente en los ensayos se hacían "Jams" sobre diferentes ideas que cada uno de los integrantes de esa formación traía, sin una idea estilística y con el único objetivo de hacer nueva Música.
Todo fue grabado y mezclado en la misma sala/estudio de la banda por su bajista Enrique Mugetti en una Fostex a cinta de 8 canales. 
Tuvo una edición física que editó la productora B&M (Booking & Managment) la cual venía con un "track interactivo", los ejemplares se vendían en los shows y para su lanzamiento se hizo una presentación solo para 200 personas que se la llamó "Virus-Lados B", en el mítico Teatro Podestá.
Si bien éste proyecto fue el puntapié inicial para la grabación de un nuevo álbum, debido a la  crisis económica, social y política que atravesaba Argentina en ese momento, sumado a las posteriores separaciones de algunos miembros de la banda, "Anti-Virus" se vio frustrado.

## Lista de canciones
- CANCIONES INÉDITAS

| N.º | Título               | Música                                            | Escritor(es)                                      | Duración |  |
| 1.  | «Todo gira al revés» | Marcelo Moura, Enrique Mugetti y Aitor Graña      | Marcelo Moura, Enrique Mugetti y Aitor Graña      | 4:06     |  |
| 2.  | «Mondo Bongo»        | Marcelo Moura, Enrique Mugetti y Patricio Fontana | Marcelo Moura, Enrique Mugetti y Patricio Fontana | 4:39     |  |

- DEMOS INÉDITOS

| N.º | Título                                              | Música          | Escritor(es)    | Duración |  |
| 3.  | «Mundo enano (Demo 1983. Voz: Julio Moura)»         | Julio Moura     | Julio Moura     | 3:06     |  |
| 4.  | «Pecado para dos (Demo 1985. Voz: Enrique Mugetti)» | Enrique Mugetti | Enrique Mugetti | 4:05     |  |

- TRACK INTERACTIVO

| N.º   | Título                          | Música                                                                   | Escritor(es)                                                | Duración |  |
| 5.    | «Danza de Bengalas (Videoclip)» | Marcelo Moura, Julio Moura, Daniel Sbarra, Enrique Mugetti y Aitor Graña | Marcelo Moura, Julio Moura, Daniel Sbarra y Enrique Mugetti | 4:11     |  |
| 20:07 |                                 |                                                                          |                                                             |          |  |

## Músicos
En las canciones inéditas:
- Marcelo Moura: Voz | Teclados en "Danza de Bengalas"
- Julio Moura: Guitarra eléctrica y coros
- Enrique Mugetti: Bajo, teclados y coros | Guitarra acústica en "Danza de Bengalas"
- Daniel Sbarra: Guitarra eléctrica y coros
- Patricio Fontana: Teclados | Bajo en "Danza de Bengalas"
- Aitor Graña: Batería y percusión

En los demos inéditos:
- Julio Moura: Guitarra eléctrica | Voz en "Mundo Enano"
- Marcelo Moura: Teclados
- Enrique Mugetti: Bajo | Voz y teclados en "Pecado para dos"
- Daniel Sbarra: Teclados
- Mario Serra: Batería
- Ricardo Serra: Guitarra en "Mundo Enano"